# Quilpie Shire
Koordinaten: 26° 36′ S, 144° 15′ O

Das Shire of Quilpie ist ein lokales Verwaltungsgebiet (LGA) im australischen Bundesstaat Queensland. Das Gebiet ist 67.418 km² groß und hat knapp 810 Einwohner.

## Geografie
Das Shire liegt im Südwesten des Staats an der Grenze zu New South Wales etwa 870 km westlich der Hauptstadt Brisbane.
Größte Ortschaft und Verwaltungssitz der LGA ist Quilpie mit etwa 570 Einwohnern. Weitere Ortschaften sind Adavale, Cheepie, Eromanga und Toompine.

## Geschichte
Ursprünglich war Adavale die wichtigste Siedlung der Region und dort wurde zuerst eine lokale Verwaltung eingerichtet. Aufgrund der Bahnstation nahm die Bedeutung von Quilpie immer mehr zu und 1930 wurde der Verwaltungssitz dorthin verlegt und das Shire umbenannt.

## Verwaltung
Der Quilpie Shire Council hat fünf Mitglieder. Der Mayor (Bürgermeister) und vier weitere Councillor werden von allen Bewohnern des Shires gewählt. Die LGA ist nicht in Wahlbezirke unterteilt.